# Stor-Kåltjärnen
Stor-Kåltjärnen är en sjö i Härjedalens kommun i Härjedalen och ingår i Ljusnans huvudavrinningsområde. Sjön har en area på 0,166 kvadratkilometer och ligger 692,3 meter över havet. Sjön avvattnas av vattendraget Ällan.

## Delavrinningsområde
Stor-Kåltjärnen ingår i det delavrinningsområde (684400-140257) som SMHI kallar för Utloppet av Stor-Kåltjärnen. Medelhöjden är 718 meter över havet och ytan är 2,32 kvadratkilometer. Det finns inga avrinningsområden uppströms utan avrinningsområdet är högsta punkten. Ällan som avvattnar avrinningsområdet har biflödesordning 5, vilket innebär att vattnet flödar genom totalt 5 vattendrag innan det når havet efter 313 kilometer. Avrinningsområdet består mestadels av skog (77 procent) och sankmarker (16 procent). Avrinningsområdet har 0,16 kvadratkilometer vattenytor vilket ger det en sjöprocent på 7,1 procent.